# 那不勒斯港

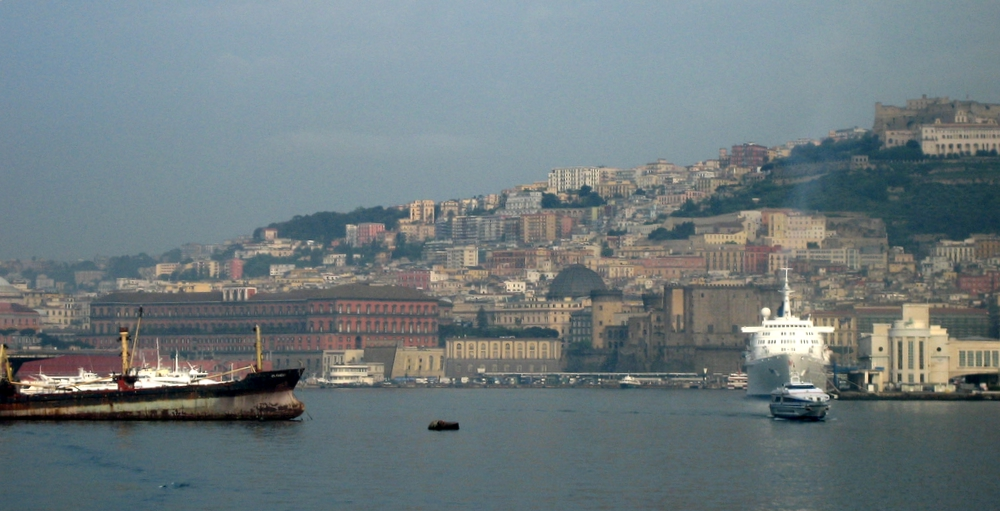
那不勒斯港

拿玻里港（Port of Naples）位于意大利坎帕尼亚大区那不勒斯，是義大利和地中海最大的港口之一，每年大約處理250萬噸的貨物和約50萬個標準貨櫃。同時那不勒斯港還提供了超過4,800個就業崗位，並每年為超過64,000艘輪船提供服務。那不勒斯港也是一座重要的客運港。

## 外部連結
- "History of the port". Port Authority of Naples.